# مقاطعة وايت (إلينوي)
مقاطعة وايت (بالإنجليزية: White County)‏ هي إحدى المقاطعات في ولاية إلينوي في الولايات المتحدة الأمريكية.

## معرض صور

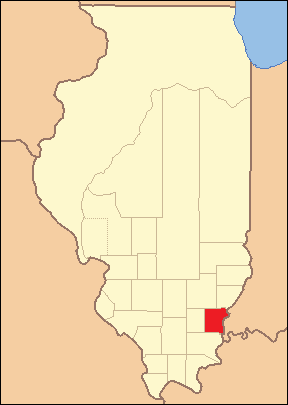
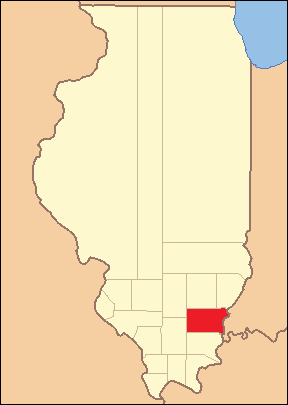
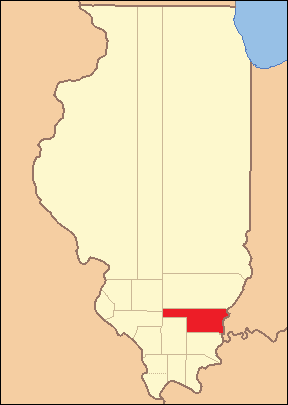
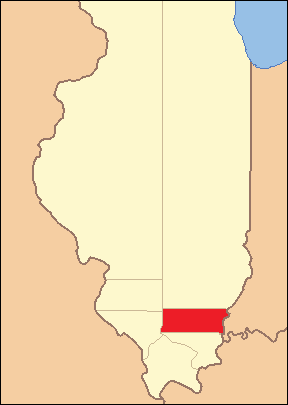